# Xã Ontario, Quận Knox, Illinois
Xã Ontario (tiếng Anh: Ontario Township) là một xã thuộc quận Knox, tiểu bang Illinois, Hoa Kỳ. Năm 2010, dân số của xã này là 943 người.